# Мы помогаем Африке
«Мы помогаем Африке» — социальный проект, предоставлявший бесплатное медицинское лечение нуждающимся в нём детям из Южной Африки. Проект взял своё начало в немецкой земле Баден-Вюртемберг. Покровителем проекта стал бывший премьер-министр Баден-Вюртенберга, Гюнтер Эттингер.

## История
Идея проекта «Мы помогаем Африке» зародилась перед чемпионатом мира по футболу 2006 благодаря другому немецкому проекту «Ванген помогает Того». Перед тем, как проект «Ванген помогает Того» осенью 2016 года был удостоен немецкой телевизионной и журналисткой премии Бэмби, создатели проекта в 2006 году решили увеличить масштаб проекта до 32 городов Германии. 13 декабря 2008 года проект «Мы помогаем Африке» был официально зарегистрирован.
Проект был закрыт в конце августа 2010 года.

## Концепция проекта
Концепция проекта предусматривала сотрудничество с 32 городами, каждый из которых должен был выдвинуть в качестве «крёстного отца» известную личность из области спорта, культуры или политики. 32 города представляли собой 32 сборных команд, которые принимали участие на Чемпионате мира по футболу 2010 в ЮАР. Один город, одна сборная по футболу и один «крёстный отец» помогают одному нуждающемуся во врачебной помощи африканскому ребёнку. Таким образом, в рамках данного проекта 32 африканским детям была оказана бесплатная врачебная помощь. Каждый желающий мог внести свой вклад. При этом каждый город создал свою собственную страницу в интернете и получил BigShoe (англ. «большой ботинок»).

## BigShoe
Символом проекта стал большой ботинок сотого размера. Каждый город получил по такому ботинку, раскрашенному в цвета национального флага страны, которую представлял данный город. Это в свою очередь символизировало сплочённость 32 сборных команд по футболу. Город, собравший до 30 июня 2010 года большую сумму денег в расчёте на каждого жителя города, выигрывал большой ботинок из золота.

## 32 Города
- Ален
- Амтцелль
- Бад-Вальдзе
- Biberach
- Дитцинген
- Эдинген
- Фрайбург
- Фридрихсхафен
- Имменштадт
- Карлсруэ
- Кауфбойрен
- Кюнцельзау
- Лойткирх-им-Алльгой
- Линдау
- Меккенбойрен
- Муггенстурм
- Неккарзульм
- Пфорцхайм
- Пфуллендорф
- Равенсбург
- Шрамберг
- Швебиш-Халль
- Зигмаринген
- Штутгарт
- Теттнанг
- Троссинген
- Тюбинген
- Тутлинген
- Ульм
- Вагхойзель
- Ванген
- Висенталь

## Участники проекта

### Команда врачей
В проекте наряду с немецкими врачами принимали участие также врачи из Южной и Центральной Африки. Проект сотрудничал с такими немецкими медицинскими организациями как Interplast-Germany, Mercy Ships и южноафриканской Smile Foundation.

### «Крёстные отцы» и сторонники проекта
Лицо, принявшее статус «крёстного отца», обязуется принимать активное участие в проекте Мы помогаем Африке. В их числе оказались такие личности как тренер немецкой сборной по футболу Йоахим Лёв, футболистка Мелани Берингер и многие другие футболисты, тренеры и деятели культуры.